# Подземље (филм из 2025)
Подземље (енгл. Havoc) је акциони трилер из 2025. у режији и по сценарију Гарета Еванса. Главне улоге тумаче Том Харди, Џеси Меј Ли, Тимоти Олифант и Форест Витакер. Произведен је у копродукцији између САД и Уједињеног Краљевства.
Филм је 25. априла 2025. приказао Netflix.

## Радња
Кад се пљачка дроге потпуно отме контроли, полицајац коме је доста свега мораће да се пробије кроз корумпирано подземље како би спасио сина политичара.

## Улоге
| Глумац               | Улога         |
| -------------------- | ------------- |
| Том Харди            | Вокер         |
| Џеси Меј Ли          | Ели           |
| Џастин Корнвел       | Чарли         |
| Келин Сепулведа      | Мија          |
| Луис Гузман          | Раул          |
| Мишел Вотерсон       | атентатор     |
| Сани Панг            | Чинг          |
| Џим Цезар            | Вес           |
| Кселија Мендес Џоунс | Џони          |
| Јео Јан Јан          | Цуијева мајка |
| Тимоти Олифант       | Винсент       |
| Форест Витакер       | Лоренс Бомон  |
| Ричард Харингтон     | Џејк          |
| Џереми Анг Џоунс     | Цуи           |